# ラポニア地域
ラポニア地域（ラポニアちいき、英語: Laponian Area、フランス語: Région de Laponie）は、スウェーデンの世界遺産の一つである。スウェーデン語では単にラポニア（ラポーニア、Laponia）と呼ばれる。
ラップランドのうち、スウェーデン領内の自然が多く残る山岳地帯を対象とし、行政上は、ノールボッテン県のイェリヴァーレ（Gällivare）、ヨックモック（Jokkmokk）、アリエプローグ（Arjeplog）の3つのコミューンにまたがっている。
文化遺産としての側面は、サーメ人（ラップ人）の伝統的生活文化が残されている地域として評価されたものであり、日本語では「サーメ人地域」「ラップ人地域」などと訳されることもしばしばだが、ここではスカンジナビア3カ国の政府観光局による日本語サイトの表記に従い、「ラポニア地域」とする。

## 文化
総面積は約9400km2 で、定住民族が暮らしているにもかかわらず手付かずの自然が残されている地域としては、世界最大級である。この地域に暮らす先住民族は、伝統的にはトナカイを追って暮らしてきたサーメ人（ラップ人）である。ただし、かつてのソリを使った移動生活は減少傾向にあり、定住生活をするサーメ人も増える傾向にある。また、移動手段もスノーモービルやオートバイも普及するようになっており、伝統的な生活にも変化が見られる。

## 自然
登録対象のほとんどは国立公園や自然保護区だが、その広大さゆえにそれぞれが多様性に富んだ際立った特色を備えている。一帯には淡水湖が多く、タイガ、カバノキ林、ヤナギ林、ヒース、草地、沼地、ツンドラおよびミネラル分が豊富なアルカリ性のフェンなどの多様な生態系があり、モレーンなどの氷河地形も広がっている。動植物は高山帯と北極の生息種が多く、エリマキシギ、ムネアカタヒバリ、シロハヤブサ、シロフクロウ、ツメナガホオジロ、オナガガモ、ハヤブサ、オジロワシ、イヌワシなどの鳥類とヒグマ、オオヤマネコ、クズリ、ユーラシアカワウソなどの哺乳類が生息している。
登録地域の95%は国立公園または自然保護区である。国立公園はムッドゥス国立公園（Muddus）、パジェランタ国立公園（Padjelanta）、サーレク国立公園（Sarek）、ストーラ・ショーファレット国立公園（Stora Sjöfallet）の4つ、自然保護区はシャウンニャ自然保護区（Sjaunja）と（Stubba）の2つである。残る5%は、スリチェルマ氷河地帯（Sulitelma）、チューオルタ渓谷（Tjuoltadalen）、ラパダーレン三角州（Rapadalen）である。東部のシャウンニャ自然保護区および南部のライタウレ湖一帯はラムサール条約登録地でもある。
ポリウス村（Porjus）はラポニア地域の自然港であり、現在では案内所も設置されている。

### IUCNカテゴリー
- Ia（厳正自然保護区）
  - シャウンニャ自然保護区
- II（国立公園）
  - サーレク国立公園
  - パジェランタ国立公園
  - ムッドゥス国立公園
- IV（種と生息地管理地域）
  - ストゥッバ自然保護区
- V（景観保護区）
  - ストーラ・ショーファレット国立公園

## 登録基準
この世界遺産は世界遺産登録基準のうち、以下の条件を満たし、登録された（以下の基準は世界遺産センター公表の登録基準からの翻訳、引用である）。
- (3) 現存するまたは消滅した文化的伝統または文明の、唯一のまたは少なくとも稀な証拠。
- (5) ある文化（または複数の文化）を代表する伝統的集落、あるいは陸上ないし海上利用の際立った例。もしくは特に不可逆的な変化の中で存続が危ぶまれている人と環境の関わりあいの際立った例。
- (7) ひときわすぐれた自然美及び美的な重要性をもつ最高の自然現象または地域を含むもの。
- (8) 地球の歴史上の主要な段階を示す顕著な見本であるもの。これには生物の記録、地形の発達における重要な地学的進行過程、重要な地形的特性、自然地理的特性などが含まれる。
- (9) 陸上、淡水、沿岸および海洋生態系と動植物群集の進化と発達において進行しつつある重要な生態学的、生物学的プロセスを示す顕著な見本であるもの。